# Andrena uluhbeki
Andrena uluhbeki là một loài Hymenoptera trong họ Andrenidae. Loài này được Osytshnjuk mô tả khoa học năm 1984.